# Балка Східняк
Балка Східняк — балка (річка) в Україні у Добровеличківському районі Кіровоградської області. Ліва притока річки Сухого Ташлика (басейн Південного Бугу).

## Опис
Довжина балки приблизно 4,70 км, найкоротша відстань між витоком і гирлом — 4,49  км, коефіцієнт звивистості річки — 1,05 . Формується декількома струмками та загатами.

## Розташування
Бере початок на південно-східній околиці села Мар'ївки. Тече переважно на північний захід через село Василівку і впадає у річку Сухий Ташлик, ліву притоку річки Синюхи.

## Цікаві факти
- У XX столітті на балці існували газгольдер та газова свердловина[2].